# Lobocleta inanis
Lobocleta inanis är en fjärilsart som beskrevs av W. Warren 1904. Lobocleta inanis ingår i släktet Lobocleta och familjen mätare. Inga underarter finns listade i Catalogue of Life.